# Монтегю, Виктор, 10-й граф Сэндвич
Александр Виктор Эдвард Паулет Монтегю (англ. Alexander Victor Edward Paulet Montagu; 22 мая 1906 — 25 февраля 1995) — британский пэр и политик. Он носил титул учтивости — виконт Хинчингбрук с 1916 по 1962 год и как граф Сэндвич с 1962 по 1964 год (когда он отказался от звания пэра) и как Виктор Монтегю с 1964 по 1995 год. Семья и друзья обычно называли его «Хинч Хинчингбрук» или «Хинч Сэндвич», а позже — «Хинч Монтегю».

## Происхождение и образование
Родился 22 мая 1906 года. Старший сын Джорджа Монтегю, 9-го графа Сэндвича (1874—1962), и его жены Альберты Стерджес (1877—1951). Он получил образование в Итонском колледже и в Тринити-колледже в Кембридже. В 1926 году он поступил на службу в 5-й (Хантингдонширский) батальон Нортгемптонширского полка в чине лейтенанта.

## Политическая карьера
Член Консервативной партии, лорд Хинчингбрук, как он тогда назывался, был личным секретарем лорда-президента Совета Стэнли Болдуина с 1932 по 1934 год и казначеем Молодежной имперской лиги с 1934 по 1935 год.
Он недолго служил во Франции в 1940 году, во время Второй мировой войны. Год спустя он был избран депутатом от Саут-Дорсета, заменив виконта Крэнборна, который был призван в Палату лордов. Радикальный заднескамеечник, лорд Хинчингбрук создал Комитет по реформам тори в 1943 году и был его председателем-основателем до следующего года. Именно в это время он написал «Очерки реформ тори» в ответ на шаги партии в сторону либерализма.
Виконт Хинчингбрук был избран на следующих пяти парламентских выборах и оставался депутатом от Саут-Дорсета до 1962 года, когда умер его отец. Виконт Хинчингбрук унаследовал титулы отца и автоматически вошел в Палату лордов, что означало, что он больше не мог заседать в Палате общин, и, как таковой, отказался от своего места.
Лорд Сэндвич, каковым он стал, отказался от своего пэрства в 1964 году, однако, в соответствии с Законом о пэрах 1963 года. Как Виктор Монтегю, он безуспешно баллотировался в качестве кандидата от Консервативной партии в Аккрингтоне на парламентских выборах 1964 года. Хотя он больше не заседал в Палате общин, Монтегю был президентом Лиги противников Общего рынка с 1962 по 1984 год. Он также присоединился к Клубу консервативного понедельника в 1964 году и написал «Консервативную дилемму» в 1970 году.

## Личная жизнь
27 июля 1934 года Виктор, виконт Хинчингбрук, женился на художнице Мод Розмари Пето (29 марта 1916 — 26 октября 1998), единственной дочери майора Ральфа Пето и крестнице королевы Мод Норвежской. Супруги развелись в 1958 году, после того как у них родилось семеро детей. Монтегю был бисексуалом.
Дети от первого брака:
- Леди Сара Джейн Хелен Монтегю (род. 24 августа 1935)
- Леди Элизабет Энн Монтегю (род. 8 февраля 1937)
- Леди Генриетта Мэри Монтегю (14 января 1940 — 17 февраля 1940)
- Джон Эдвард Холлистер Монтегю, 11-й граф Сэндвич (род. 11 апреля 1943), старший сын и преемник отца.
- Леди Кэтрин Виктория Монтегю (род. 22 февраля 1945)
- Леди Джулия Фрэнсис Монтегю (12 апреля 1947 — 19 мая 1995)
- Достопочтенный Джордж Чарльз Роберт Монтегю (род. 25 ноября 1949).

Его младший сын, терапевт Роберт Монтегю, с тех пор утверждал, что его отец подвергал его сексуальному насилию почти ежедневно с семи до одиннадцати лет. В дополнение к обвинениям сына в сексуальном насилии над детьми, в 2015 году запросы по свободе информации показали, что Виктор Монтегю «был освобожден с предупреждением от полиции и директора государственных обвинений в 1972 году за непристойное нападение на мальчика в течение почти двух лет».
7 июня 1962 года лорд Хинчингбрук женился во второй раз на леди Энн Холланд-Мартин (урожденной Кавендиш) (20 августа 1909—1981), младшей дочери Виктора Кавендиша, 9-го герцога Девонширского, и леди Эвелин Эмили Мэри Петти-Фицморис. Супруги не имели детей и развелись в 1965 году (в том же году она стала свекровью его дочери леди Кэтрин, жены её сына Николаса Ханлоука).
Виктор Монтегю стал 10-м графом Сэндвичем после смерти своего отца 15 июня 1962 года, примерно через неделю после своего второго брака. Леди Энн была женой Кристофера Холланд-Мартина, члена парламента, и Генри Ханлоука, члена парламента.
Виктор Монтегю скончался в 1995 году в возрасте 88 лет. Ему наследовал его старший сын, Джон.